# Polistes omissus
Polistes omissus är en getingart. Polistes omissus ingår i släktet pappersgetingar, och familjen getingar. Utöver nominatformen finns också underarten P. o. kaszabi.